# مقاطعة روزفلت (مونتانا)
مقاطعة روزفلت (بالإنجليزية: Roosevelt County)‏ هي إحدى مقاطعات ولاية مونتانا في الولايات المتحدة الأمريكية.